# Ніколаї Несс
Ніколаї Несс (норв. Nicolai Næss, нар. 18 січня 1993, Осло, Норвегія) — норвезький футболіст, центральний захисник клубу «Стабек».

## Клубна кар'єра
Ніколаї Несс народився в Осло. Є вихованцем столичного клубу «Волеренга». Саме в цьому клубі 31 березня 2012 року Несс дебютував на професійному рівні. Вже наступний сезон він почав у клубі «Стабек», з яким виграв турнір Першого дивізіону і піднявся до Тіппеліги. Провівши в клубі три сезони Несс вирішив спробувати свої сили в іншій країні і влітку 2016 року футболіст перебрався до МЛС, де уклав угоду з клубом «Коламбус Крю».
Та вже наступного літа Несс повернувся до Європи і ще один сезон він провів у складі нідерландського клубу «Геренвен». Та закріпитися в чемпіонаті Нідерландів у норвежця не вийшло і в січні 2019 року він повернувся до Норвегії, де приєднався до клубу «Сарпсборг 08».

## Збірна
У 2012 році Ніколаї Несс провів дві гри у складі юнацької збірної Норвегії (U-19).